# Cao Sĩ Kiêm
Cao Sĩ Kiêm (sinh 1941) là một nhà kinh tế và chính khách Việt Nam. Ông nguyên Thống đốc Ngân hàng Nhà nước Việt Nam từ năm 1989 đến năm 1997. Năm 1997, ông bị bãi nhiệm chức vụ Thống đốc do không được Quốc hội phê chuẩn khi Chính phủ tái đề cử. Ngoài ra, ông bị cảnh cáo trước Đảng về trách nhiệm quản lý ngân hàng trong Vụ án EPCO - Minh Phụng.
Ngân hàng TMCP Đông Á, ngân hàng do ông làm chủ tịch HĐQT, bị NHNN vào ngày 13/8/2015 ra Quyết định kiểm soát đặc biệt.

## Thân thế sự nghiệp
Ông sinh ngày 26 tháng 8 năm 1941 tại thôn Nam Long, xã Tự Tân, huyện Vũ Thư, tỉnh Thái Bình. Ông có bằng Tiến sĩ kinh tế. (Huyện Vũ Thư là do 2 huyện cũ là Thư Trì và Vũ Tiên hợp thành).
Công tác trong ngành ngân hàng.
Sau khi học học hết lớp 7, Cao Sĩ Kiêm chuyển sang học lớp sơ cấp Ngân hàng 6 tháng ở Hà Nội rồi xung phong đi lên tỉnh miền núi Bắc Cạn năm 1960. Năm 1965 về Thái Bình làm cán bộ ngân hàng Thái Bình, sau đó làm Phó giám đốc, Giám đốc Ngân hàng Nhà nước tỉnh Thái Bình.
Sau đó ông chuyển sang con đường chính trị làm Bí thư Huyện ủy Thái Thụy, Bí thư Tỉnh ủy Thái Bình (1985), Ủy viên dự khuyết dự khuyết từ khóa VI(1986) và năm 1989 được bổ nhiệm làm Thống đốc Ngân hàng Nhà nước Việt Nam trong những năm Việt Nam chuyển sang cơ chế đổi mới. Năm 1997 ông, vì Vụ án EPCO - Minh Phụng, từ nhiệm chức vụ Thống đốc Ngân hàng , người tạm thay thế Quyền Thống đốc là ông Đỗ Quế Lượng.
Ông là Ủy viên Trung ương Đảng Cộng sản Việt Nam khóa VII và VIII (1991-2001),
Năm 2007, ông được bầu làm Đại biểu Quốc hội Việt Nam khóa XII.
Ngoài ra, ông đã và đang giữ một số cương vị quan trọng như:
- Phó trưởng Ban Kinh tế Trung ương của Đảng Cộng sản Việt Nam.
- Thành viên Hội đồng Tư vấn chính sách tài chính tiền tệ quốc gia.
- Chủ tịch Hiệp hội Doanh nghiệp nhỏ và vừa Việt Nam (VINASME).
- Thành viên trong Hội đồng Khoa học của trường Cán bộ Quản lý Doanh nghiệp Việt Nam (CBAM).
- Chủ tịch Hội đồng quản trị Ngân hàng TMCP Đông Á, ngân hàng bị NHNN vào ngày 13/8/2015 ra Quyết định kiểm soát đặc biệt. Ông Cao Sĩ Kiêm sau đó xin từ nhiệm vì lý do sức khỏe, được thay thế vào ngày 26/8 bởi ông Võ Minh Tuấn.[2]

## Khen thưởng
- Huân chương Kháng chiến chống Mỹ hạng Nhì
- Huân chương Độc lập hạng Nhì
- Huân chương Lao động hạng Nhất
- (8) huy chương của các bộ, ban ngành TW.